# Seis días de Des Moines
Los Seis días de Des Moines fue una carrera de ciclismo en pista, de la modalidad de seis días, que se corrió en Des Moines (Estados Unidos). Su primera edición data de 1913 y duró hasta 1933, disputándose tres ediciones.

## Palmarés
| Año       | Ganadores                  | Segundos                     | Terceros                    |
| --------- | -------------------------- | ---------------------------- | --------------------------- |
| 1913      | Worth Mitten Gordon Walker | Peter Drobach Paddy Hehir    | Clarence Carman Martin Ryan |
| 1914      | edición no realizada       |                              |                             |
| 1915      | Worth Mitten Jack Blatz    | Peter Drobach Paddy Hehir    | Clarence Carman Martin Ryan |
| 1916-1932 | ediciones no realizadas    |                              |                             |
| 1933      | Freddy Zach Cecil Yates    | Archie Bollaert Eddy Trieste | Henry Sima Charly Yaccino   |